# Gentryfikacja

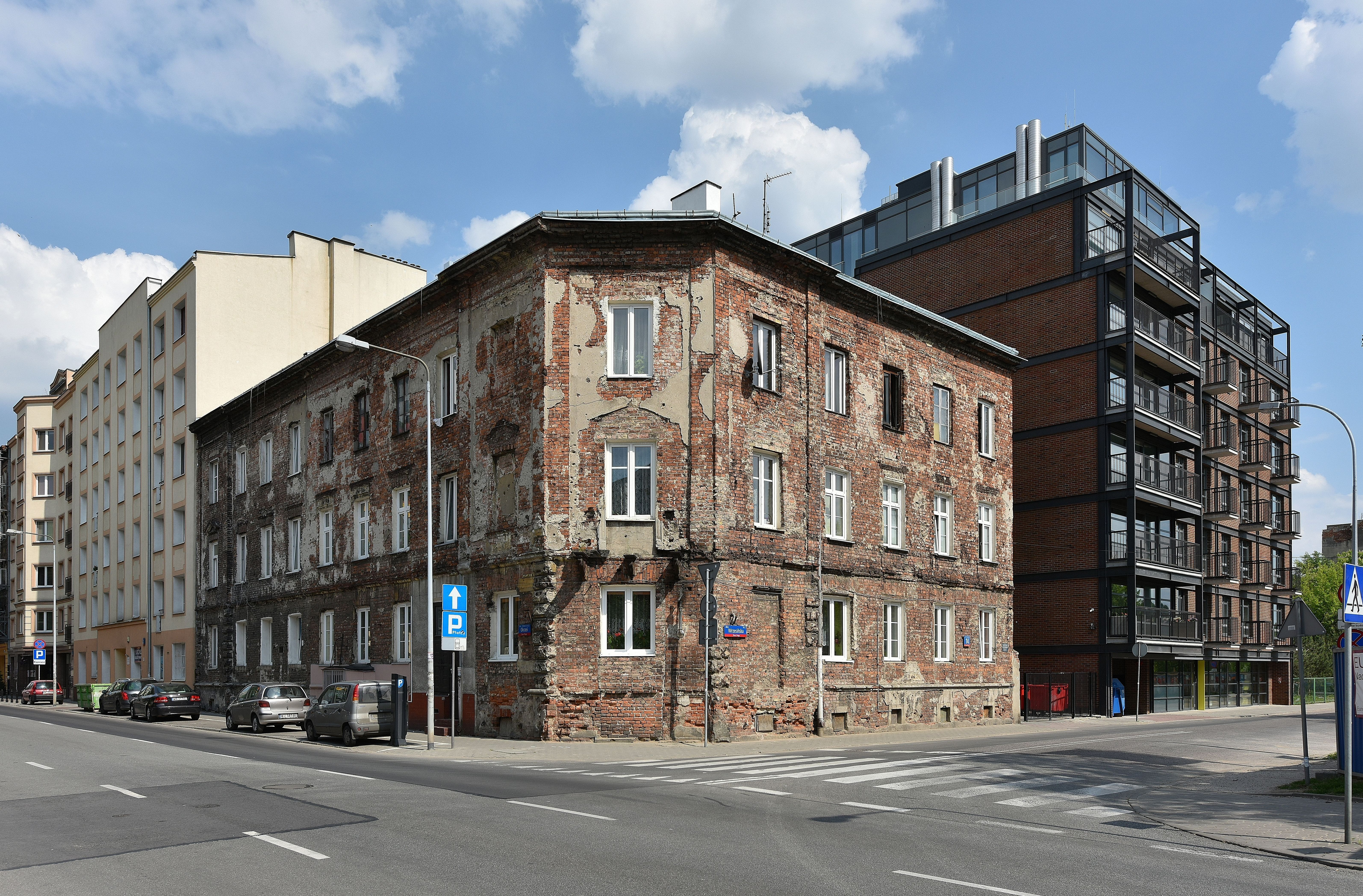
Proces gentryfikacji na warszawskiej Pradze-Północ

Gentryfikacja (ang. gentrification) – pojęcie wywodzące się od angielskiego słowa gentry, oznaczające zmianę charakteru części miasta. Gentryfikacja najczęściej dotyczy zmiany charakteru dzielnicy mieszkalnej, pierwotnie zamieszkanej przez szerokie spektrum lokatorów, w strefę zdominowaną przez mieszkańców o stosunkowo wysokim statusie materialnym.

## Opis
Pierwszy raz termin został użyty przez brytyjską socjolog Ruth Glass, która w 1964 opisała przemiany dokonujące się w robotniczej dzielnicy Londynu – Islington. Dziś dzielnica ta jest zamieszkana w dużej mierze przez osoby bardzo zamożne, np. przez Tony'ego Blaira.
Rozważając elementy tego procesu można wskazać na trzy rodzaje zmian zachodzących w środowisku miejskim, które, w połączeniu lub oddzielnie, nadają miejscu ów umowny status. Jest to zatem:
- gentryfikacja ekonomiczna,
- gentryfikacja społeczna i
- gentryfikacja symboliczna (kulturowa).

Gentryfikacja ekonomiczna, tj. nadanie większej wartości materialnej jakiemuś miejscu, dokonuje się na przykład przez działania na rzecz poprawy warunków życia, usytuowanie prestiżowych inwestycji, wprowadzenie zieleni, czyli ogólnie przez zwiększenie atrakcyjności tego miejsca, co powoduje drożenie terenu i w określony sposób selekcjonuje następnych inwestorów i użytkowników.
Gentryfikacja społeczna to zmiana składu społecznego zbiorowości zamieszkującej dany obszar. Wiąże się to z wieloma skutkami społecznymi, takimi jak zmiana pewnych funkcji w poszczególnych częściach miasta (np. handel i tańsza gastronomia, zostają wyparte przez usługi i drogie restauracje). Zmiana zbiorowości zamieszkującej dany obszar determinowana jest przez czynniki ekonomiczne. Efektem tego procesu jest zmiana charakteru dzielnicy z typowo mieszkalnej, zamieszkanej przez ludzi o różnym stopniu zamożności, na strefę zamieszkaną w dużej mierze przez osoby o wysokich dochodach. Częściowo jest to proces niejako pochodny gentryfikacji ekonomicznej, ale w pewnym zakresie można go celowo wzmacniać.
Współczesne projekty coraz częściej realizowane są w sposób umożliwiający mniej zamożnym mieszkańcom pozostanie w gentryfikowanym obszarze (inclusive zoning), a wiele publikacji wskazuje na pozytywne społecznie efekty tego typu projektów.
Gentryfikacja to termin zapożyczony z amerykańskiej socjologii urbanistycznej, gdzie używano go na oznaczenie rewitalizacji obszarów w centrach miast, z których zamożniejsi Amerykanie uciekali na tereny podmiejskie (suburbia) w obawie przed rosnącym zagrożeniem przestępczością, problemami rasowymi i niewygodą życia w centrum (np. brakiem miejsc parkingowych dla rodzin posiadających po kilka samochodów). Na ich miejsce stopniowo wprowadzali się przedstawiciele mniej zamożnych klas, czy mniejszości etnicznych, niejednokrotnie tworząc getta. Doprowadzało to do ugruntowania się stereotypów związanych ze statusem poszczególnych dzielnic. Przestrzeń miejska uległa stopniowej degradacji. Gentryfikacja miała dodać (przywrócić) tym obszarom wartość ekonomiczną, a często też wspomagającą ją wartość symboliczną. Gentryfikacja to proces, w którym dana dzielnica gwałtownie zmienia swój charakter.
W Polsce do najbardziej znanych przykładów procesu należy krakowski Kazimierz, warszawska Praga, czy poznańska Śródka. Największym realizowanym obecnie w Polsce i Europie projektem gentryfikacji jest proces rewitalizacji Łodzi, obejmujący m.in. projekt Nowego Centrum Łodzi.
Zmiany, jakie zachodzą w wiejskiej społeczności pod wpływem naporu miasta, składają się na zjawisko-proces wiejskiej gentryfikacji. Gentryfikacja wsi, w kontekście teorii Klaassena, stanowi kontynuację rozlewania się miasta. Natomiast Mark Scott i Menelaos Gkartzios, którzy uważają, że gentryfikacja stanowi jedną z konsekwencji wykluczenia finansowego, podkreślają stopniowe wypieranie z niektórych obszarów (zwłaszcza podmiejskich) osób o niskich dochodach i w trudnej sytuacji finansowej przez napływ mieszkańców o większym potencjale finansowym. Natomiast inni badacze tego zjawiska (Yang in.; Śpiewak; Halamska) wskazują na genezę tego zjawiska w „wypieraniu” tradycyjnej podstawy gospodarki wiejskiej – rolnictwa, głównie poprzez kurczenie się grupy rolników. Podkreśla się tutaj możliwość „kohabitacji” starych i nowych mieszkańców na zgentryfikowanych terenach. Dominika Zwęglińska-Gałecka definiuje gentryfikację wsi jako proces społeczny oznaczający nasycanie struktury społecznej wsi ludźmi zajmującymi wyższe pozycje w stratyfikacji społecznej.